# جيريمي هاريس (لاعب كرة قدم أمريكية)
جيريمي هاريس (بالإنجليزية: Jeremy Harris)‏ هو لاعب كرة قدم أمريكية ولاعب كرة قدم كندية أمريكي، ولد في 26 أبريل 1991 في لوس أنجلوس في الولايات المتحدة.

## وصلات خارجية
- جيريمي هاريس على موقع مرجع كرة القدم المحترفة.كوم (الإنجليزية)